# Kriging
Kriging -  este un grup de tehnici geostatistice utilizate în interpolarea valorilor unui proces aleatoriu ( elevația, z, ș.a. ) într-o locație necunoscută în funcție de determinările valorilor locațiilor învecinate.
Teoria care stă la baza metodei de interpolare și extrapolare a fost dezvoltată de matematicianul francez Georges Matheron în funcție de lucrarea de disertație a inginerului Danie G. Krige, cel care a contribuit la îmbunătățirea preciziei estimării concentrațiilor de aur și alte metale din zonele cu resurse recuperabile.

## Caracteristici generale ale metodei Kriging
Kriging furnizează o soluție la problema estimarii bazată pe un model continuu a variației spațiale aleatorie. Cel mai bun mod de exprimare a variației spațiale a unei proprietăți se realizează prin intermediul variogramei.
După cum apare în figura alăturată: 
- sill    - punctul până la care există corelație între distanță și diferență de valoare;
- nugget  - eroarea estimată;
- range   - distanța unde există corelație.

Tipuri de variograme: sferice, exponențiale, Gaussiane etc.
În formularea originală krigingul a reprezentat o sumă liniară sau o medie ponderată a valorilor vecinătăților. De atunci metoda kriging a fost elaborată pentru a găsi soluții unor probleme complexe în minerit, tehnologia petrolului, controlul și atenuarea poluării și sănătatea publică. Astăzi termenul este generic și poate fi aplicat ca metodă statistică de interpolare în orice disciplină pentru a compara date ale unor procese aleatorii ce satisfac presupunerile matematice.

## Interpolarea

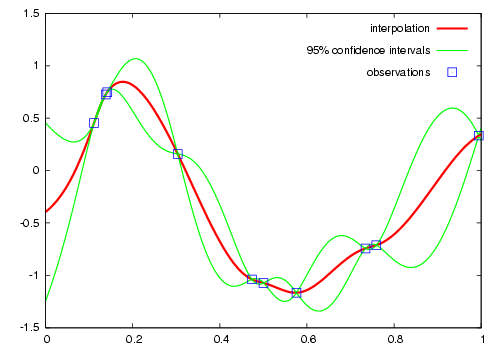
Figure 2. Exemplu de interpolare unidimensionala prin Kriging.

Kriging aparține valorilor de estimări algoritmice liniare. Scopul metodei este acela de a estima valoarea unei funcții reale necunoscute  {\displaystyle f}, într-un punct, {\displaystyle x^{*}}, fiind date valori ale funcției în alte puncte, {\displaystyle x_{1},\ldots ,x_{n}}. Un estimator kriging este stabilit a fi liniar pentru că valoarea prezisă {\displaystyle {\hat {f}}(x^{*})} este o combinație liniară ce poate fi scrisă ca       
{\displaystyle {\hat {f}}(x^{*})=\sum _{i=1}^{n}\lambda _{i}(x^{*})f(x_{i}).}
Ponderile {\displaystyle \lambda _{i}(x^{*})} sunt soluții ale sistemului de ecuații liniare, care este obținut presupunând că {\displaystyle f} este o valoare arbitrara a {\displaystyle F(x)} și eroarea predicțiilor
{\displaystyle \varepsilon (x)=\sum _{i=1}^{n}\lambda _{i}(x)F(x_{i})-F(x)}
trebuie sa fie redusă intr-un anumit mod. De exemplu, asa numitul simple kriging presupune ca media si covarianța funcției {\displaystyle F(x)} să fie cunoscute , iar apoi krigingul este cel ce minimizează variația erorii prezise.

## Tipuri de Kriging
Kriging cuprinde un set de metode de predicție spatială:
- Ordinary kriging este metoda cea mai robustă, dar cea mai utilizată și presupune o tendință constantă necunoscută;
- Simple kriging este o metodă puțin utilizată, care își găsește aplicabilitatea în alte forme ca indicator kriging și dijunctive kriging în care datele sunt transformate pentru a avea medii cunoscute. Simple kriging presupune o tendință constantă cunoscută;
- Universal kriging însusește un model polinomial, recunoaște atât determiniști non-staționari cât și componente aleatorii ale unei variabile, estimează în primă fază tendința, iar în a doua variograma și le imbină pe amândouă pentru predicții;
- Lognormal kriging interpolează date pozitive prin intermediul logaritmilor;
- Factorial kriging estimează componentele individuale ale unei variații în mod separat, dar într-o sigură analiză;
- Dijunctive kriging este o metodă non-lineară de kringing, dar e strict parametrică.
- Indicator kriging este de asemenea o metodă non-lineara și non-parametrică de kriging în care variabilele continue sunt convertite în variabile binare. A devenit din ce în ce mai populară pentru că poate rezolva aproape orice tip de distribuție, iar distribuțiile cumulative empirice ale estimărilor pot fi calculate, de asemenea stochează ușoare informații calitative pentru îmbunătățirea predicțiilor.

## Metode înrudite
Din punct de vedere matematic, metoda kriging este apropiată cu regresia analitică. Amândouă teorii se bazează pe presupuneri în covarianțe, folosesc teorema Gauss-Markov pentru a dovedi independența estimărilor și erorilor, și formulele lor sunt foarte similare. Se folosesc în diferite contexturi: krigingul este creat pentru a interpola o singură realizare într-un proces aleator, în timp ce modelele de regresie se bazează pe observații multiple în seturi de date variate.
În comunitatea statistică aceeași tehnică este cunoscută ca Procesul Gausian sau predicția Kolmogorov Wiener.
Krigingul poate fi vazut de asemenea ca o metoda de interpolare polinomiala (spline). Diferența față de krikingul clasic este prevazută de interpretare: în timp ce "spline" este cauzată de un model minim de interpolare bazată pe structura Hilbert, Krigingul este motivat de o predicție a erorii pătratice induse, bazat pe un model aleatoriu.